# نانیانگ ۹۰۹۲
سیارک ۹۰۹۲ (به انگلیسی: 9092 Nanyang، نامگذاری:1995VU18) نه هزار و نود و دومین سیارک کشف شده‌است که در ۴ نوامبر ۱۹۹۵ کشف شد.
قدر مطلق سیارک برابر ۵۶.۲ است.